# 全日本高校・大学ダンスフェスティバル

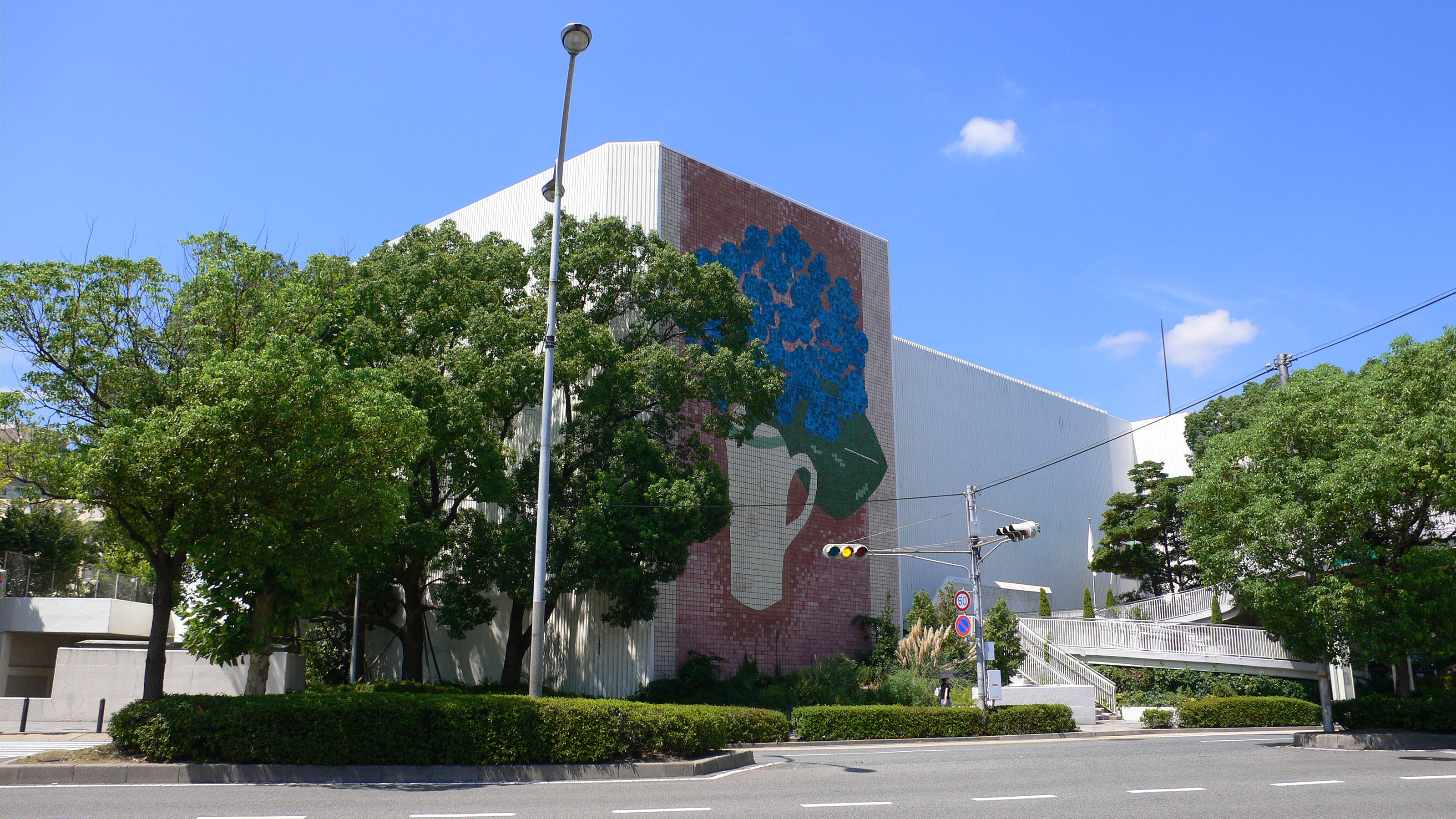
神戸文化ホール外観

全日本高校・大学ダンスフェスティバル（神戸）（All Japan Dance Festival-KOBE、略称：AJDF）は、日本女子体育連盟、神戸市及び神戸市教育委員会が主催し、高等学校、大学及び短期大学に在籍する生徒、学生を対象とした全国規模の創作ダンス競技会である。1988年を第1回として、以来毎年8月に兵庫県神戸市の神戸文化ホールで開催される。

## 大会ルール
大会は創作コンクール部門と参加発表部門に分かれる。創作コンクール部門は規定の6分を超えると失格となり、また未発表の創作ダンスのみとなる。最優秀校への文部科学大臣賞のほか、優秀校にNHK賞、日本女子体育連盟理事長賞、神戸市長賞、奨励賞、特別賞、審査員賞などが贈られる。

## 歴代文部科学大臣賞受賞校
| 年度 | 回 | 高校                               | 大学                           |
| ---- | -- | ---------------------------------- | ------------------------------ |
| 1988 | 1  | 九州女子高等学校                   | 日本女子体育大学               |
| 1989 | 2  | 九州女子高等学校                   | 日本体育大学                   |
| 1990 | 3  | 北鎌倉女子学園高等学校             | 日本女子体育大学               |
| 1991 | 4  | 北鎌倉女子学園高等学校             | お茶の水女子大学               |
| 1992 | 5  | 九州女子高等学校                   | 筑波大学                       |
| 1993 | 6  | 沖縄県立読谷高等学校               | 東京女子体育大学               |
| 1994 | 7  | 沖縄県立読谷高等学校               | 筑波大学                       |
| 1995 | 8  | 沖縄県立読谷高等学校               | 愛媛大学                       |
| 1996 | 9  | 佐賀県立鳥栖商業高等学校           | お茶の水女子大学               |
| 1997 | 10 | 北鎌倉女子学園高等学校             | お茶の水女子大学               |
| 1998 | 11 | 北鎌倉女子学園高等学校             | 日本体育大学                   |
| 1999 | 12 | 九州女子高等学校                   | お茶の水女子大学               |
| 2000 | 13 | 北鎌倉女子学園高等学校             | 大東文化大学                   |
| 2001 | 14 | 九州女子高等学校                   | 筑波大学                       |
| 2002 | 15 | 国際基督教大学高等学校             | 筑波大学                       |
| 2003 | 16 | 北鎌倉女子学園高等学校             | 筑波大学                       |
| 2004 | 17 | 新潟県立新潟中央高等学校           | 筑波大学                       |
| 2005 | 18 | 日本女子体育大学附属二階堂高等学校 | お茶の水女子大学               |
| 2006 | 19 | 神戸野田高等学校                   | 筑波大学                       |
| 2007 | 20 | 埼玉栄高等学校                     | 筑波大学                       |
| 2008 | 21 | 立教女学院高等学校                 | 岡山大学                       |
| 2009 | 22 | 立教女学院高等学校                 | 日本女子体育大学               |
| 2010 | 23 | 福岡大学附属若葉高等学校           | 筑波大学                       |
| 2011 | 24 | 福岡大学附属若葉高等学校           | 日本女子体育大学               |
| 2012 | 25 | 神戸野田高等学校                   | 埼玉大学                       |
| 2013 | 26 | 神奈川県立大和高等学校             | 筑波大学                       |
| 2014 | 27 | 日本女子体育大学附属二階堂高等学校 | 埼玉大学                       |
| 2015 | 28 | 新潟明訓高等学校                   | 筑波大学                       |
| 2016 | 29 | 神戸野田高等学校                   | 筑波大学                       |
| 2017 | 30 | 日本女子体育大学附属二階堂高等学校 | お茶の水女子大学               |
| 2018 | 31 | 光ヶ丘女子高等学校                 | 筑波大学                       |
| 2019 | 32 | 日本女子体育大学附属二階堂高等学校 | 筑波大学                       |
| 2021 | 33 | 日本女子体育大学附属二階堂高等学校 | 筑波大学                       |
| 2022 | 34 | 福岡大学附属若葉高等学校           | 天理大学                       |
| 2023 | 35 | 帝塚山学院高等学校                 | 埼玉大学                       |
| 2024 | 36 | 日本女子体育大学附属二階堂高等学校 | 岡崎女子大学・岡崎女子短期大学 |

## 大会記録

### 高校部門
- 最多優勝 - 福岡大学附属若葉高等学校（8回）　※旧・九州女子高等学校
- 連続優勝 - 沖縄県立読谷高等学校（3連覇／1993年～1995年）

### 大学部門
- 最多優勝 - 筑波大学（15回）
- 連続優勝 - 埼玉大学（4連覇／2013年～2016年）

## その他
毎大会の運営を支援する「サポちゃんズ」と呼ばれる大会出場経験者による大会支援集団（ボランティアチーム）が存在する。正式名称は「AJDFサポーターズ倶楽部」である。小中学生は無料招待。
1995年の第8回のみ、阪神・淡路大震災で神戸市が被災したため、東京で開催された。
2011年の第24回は、今までの大会中、最長期間の8月7日 - 10日と4日間にて開催された。また最終日の各受賞校による特別プログラム（受賞作品上演）では、初となる映像中継（パブリックビューイング）による観覧席（中ホール）も用意された。

大会ダイジェストは、毎年9月ごろに（2020年は除外）Eテレで放送されており、ナビゲーターとして、過去に同大会に出場経験のある土屋太鳳がナレーション出演（2021年〜）をしている。
2020年は新型コロナウィルス感染症流行拡大のため、オンラインダンスフェスティバルとして開催された。

## 紹介メディア
- NHK Eテレ[3]